# Журавлиха (Бурятія)
Журавлиха (рос. Журавлиха) — селище Баргузинського району, Бурятії Росії. Входить до складу Сільського поселення Адамівське.
Населення — 83 осіб (2015 рік).